# ماکسیم اخپوف
ماکسیم اخپوف (اوکراینی: Максим Олегович Агапов؛ زادهٔ ۲۸ فوریهٔ ۲۰۰۰) بازیکن فوتبال اهل اوکراین است.